# Claude Kelly
Claude Kelly (ur. 28 grudnia 1980 w Nowym Jorku) – amerykański muzyk, wokalista i autor tekstów piosenek.

## Życiorys
Urodził się w Nowym Jorku, w afroamerykańskiej rodzinie, wychowywał się w dzielnicy Manhattanu. Zaczął grać na pianinie w wieku dwóch lat, a będąc uczniem gimnazjum opanował grę na flecie. Podjął się nauki w prestiżowym Berklee College of Music, a po ukończeniu studiów powrócił na Manhattan. Miał okazję poznać wielu uznanych producentów muzycznych i w 2002 napisał piosenkę, która została wykorzystana przez japońską linię odzieży A Bathing Ape. Wydarzenie to Kelly uznał po latach za "szczęśliwy przełom, który zwiększył jego zaufanie do ludzi".
Zwrócił na siebie uwagę jako autor utworu "Daddy's Little Girl", który to amerykański piosenkarz R&B Frankie J wykorzystał w postaci singla ze swojego albumu Priceless (2006). Pracę Kelly'ego docenił senegalski raper Akon. Kelly i Akon nawiązali wkrótce współpracę, która zaowocowała między innymi przebojowym singlem "Forgive Me" pochodzącym z debiutanckiego albumu Leony Lewis Spirit (2007). Następną piosenką napisaną przez Claude'a Kelly'ego było "Hold My Hand", współautorstwa Michaela Jacksona. Kompozycja miała zostać zawarta na jednym z albumów Akona, jednak − gdy wyciekła do Internetu − z idei uwzględniania jej na płycie rapera zrezygnowano. Wcześniej rozważano zamieszczenie utworu na albumie Jacksona. Po latach, "Hold My Hand" posłużył za singel promujący krążek Michael (2010), pośmiertne wydawnictwo upamiętniające postać Michaela Jacksona.
Claude Kelly napisał utwory "My Life Would Suck Without You" (dla Kelly Clarkson) oraz "Circus" (dla Britney Spears), które stały się światowymi przebojami. W latach 2009−2010 pracował z amerykańską artystką Christiną Aguilerą nad albumem Bionic. Na płycie znalazło się pięć utworów jego współautorstwa (w tym singlowy "Woohoo"). Inni muzycy, którzy współpracowali z Kellym to: Adam Lambert, Carrie Underwood, Toni Braxton, Melanie Fiona, Ke$ha, Bruno Mars, Miley Cyrus czy Backstreet Boys.

## Wybrana dyskografia

### Utwory solowe
| - "Art of Making Love" - "Out the Window" - "Last Time" - "Believe in Love" - "Dear Me" | - "Thanks for Nothing" - "This Ain't a Sad Song" - "If I Had You" - "Nauseous" | - "These Are the Signs" - "I Believe in Us" - "I Hate Love" - "Stop this Train" |

### Utwory innych artystów
| 2006 - "Daddy's Little Girl" − Frankie J - "Say Something" − Frankie J 2007 - "In the End" − Kat DeLuna - "Love Confusion" − Kat DeLuna - "Love Me, Leave Me" − Kat Deluna 2008 - "Forgive Me" − Leona Lewis - "Circus" − Britney Spears - "Shattered Glass" − Britney Spears - "If She Knew" − Lemar - "Camouflage" − Brandy - "True" − Brandy 2009 - "My Life Would Suck Without You" − Kelly Clarkson - "Tonight" − Jay Sean - "Party in the U.S.A." − Miley Cyrus - "Moments that Matter" − Corbin Bleu - "The Cure" − Jordin Sparks - "For Your Entertainment" − Adam Lambert - "Priceless" − Melanie Fiona - "In My Head" − Jason Derülo - "Love Hangover" − Jason Derulo - "Queen of Hearts" − Jason Derulo - "We Don't Care" − Akon - "Over the Edge" − Akon - "The Time of Our Lives" − Miley Cyrus - "If I Knew Then" − Backstreet Boys - "Bye, Bye Love" − Backstreet Boys - "Alone" – E.M.D. - "Like I Never Left" − Whitney Houston - "For the Lovers" − Whitney Houston - "I Got You" − Whitney Houston | - "Notebook" − Chrisette Michele - "Blame It on Me" − Chrisette Michele - "Playin' Our Song" − Chrisette Michele - "Fragile" (featuring Wale) − Chrisette Michele - "Mr. Right" − Chrisette Michele 2010 - "Woohoo" (featuring Nicki Minaj) – Christina Aguilera - "Desnudate" − Christina Aguilera - "Glam" − Christina Aguilera - "Prima Donna" − Christina Aguilera - "Vanity" − Christina Aguilera - "Express" − Christina Aguilera - "Show Me How You Burlesque" − Christina Aguilera - "Little Miss Perfect" − Sugababes - "Kissin' U" − Miranda Cosgrove - "In this Song" − Charice - "Falling Stars" − David Archuleta - "Complain" − David Archuleta - "What a Night" − Lil Jon - "Ms. Chocolate" − Lil Jon - "Bittersweet" − Fantasia - "I'm Doin' Me" − Fantasia - "Permanent December" − Miley Cyrus - "Take It Off" − Ke$ha - "Stuttering" − Fefe Dobson - "Music Sounds Better With You" − Alexandra Burke - "Please Don't Let Me Go" − Olly Murs - "Falling Up" − The Cab - "Grenade" − Bruno Mars - "Price Tag" − Jessie J - "Maze" − Jessica Mauboy - "The Worst Part Is Over" − Fantasia - "Hold My Hand" (featuring Akon) – Michael Jackson 2012 - "Just a Fool" (featuring Blake Shelton) − Christina Aguilera |